# راسيل ويبر
راسيل ويبر هو سياسي أمريكي، ولد في 11 يوليو 1967. نشط حزبياً في الحزب الجمهوري. وقد انتخب عضو مجلس نواب كنتاكي ‏.